# Nikolaj Ivanovič Lobačevski
Nikolaj Ivanovič Lobačevski [nikoláj ivánovič lobáčevski] (tudi (nepravilno) Lobačevskij, rusko Никола́й Ива́нович Лобаче́вский), ruski matematik, * 1. december (20. november, ruski koledar)  1792, Nižni Novgorod, Rusija, † 24. februar (12. februar) 1856, Kazan, Rusija.
Lobačevski je bil eden od odkriteljev neevklidske geometrije, ki se po njem imenuje geometrija Lobačevskega.

## Življenje
Nikolaj Lobačevski se je rodil v Nižnem Novgorodu očetu Ivanu in materi Mariji Praskovji. Po očetovi smrti se je mati z otroki (Nikolaj je imel sedem let) preselila v Kazan. V Kazanu je Nikolaj obiskoval gimnazijo in novoustanovljeno univerzo. V šoli je hitro napredoval, saj so profesorji takoj spoznali njegov izredni talent za matematiko, bil pa je tudi zelo marljiv in natančen.
Leta 1811 je osemnajstletni Nikolaj Ivanovič Lobačevski magistriral iz matematike in fizike. Leta 1814 je začel predavati na kazanski univerzi, leta 1822 pa je postal redni profesor. Predaval je matematiko in fiziko, občasno pa tudi atronomijo. Leta 1832 se je poročilz Varvaro Aleksejevno Moisejevo, ki mu je rodila sedem otrok. 
V letih 1827-1846 je bil Lobačevski rektor kazanske univerze. Leta 1846 je bil odstavljen s položaja rektorja, od leta 1847 pa mu niso več dovolili predavati. To ga je zelo prizadelo in po tem se je tudi njegovo zdravje precej poslabšalo, zlasti vid: umrl je popolnoma slep.

## Delo
Napomembnejše delo Nikolaja Ivanoviča Lobačevskega je hiperbolična geometrija. To je popoln geometrijski sistem, ki pa se povsem razlikuje od klasične evklidske geometrije in jo zato imenujemo tudi neevklidska geometrija - po odkritelju pa tudi geometrija Lobačevskega. Približno istočasno (in neodvisno od Lobačevskega) je isto geometrijo odkril tudi János Bolyai.
Lobačevski je dalj časa premišljeval o Evklidovem postulatu oziroma aksiomu o vzporednici. Sprva ga je poskušal dokazati na podlagi ostalih aksiomov. Leta 1826 je pripravil za tisk članek o osnovah geometrije in o vzporednosti, vendar članek ni bil objavljen. Ta razmišljanja je pozneje vključil v obsežnejši članek O osnovah geometrije (О началах геометрии), ki je izšel v Vestniku kazanske univerze leta 1829/30. Ta članek velja za prvo znanstveno publikacijo o neevklidski geometriji.
Lobačevski je zasnoval svojo geometrijo na spremenjenem aksiomu o vzporednici: 
Skozi točko T, ki ne leži na premici p, poteka več kot ena vzporednica k premici p.
Iz tega aksioma izhaja povsem nova geometrija, ki je v splošnem precej različna od standardne evklidske geometrije, vendar pa je evklidski geometriji enaka v limitnem primeru, ko se omejimo na zelo majhne razdalje. Lobačevski sam je svojo geometrijo imenoval »imaginarna geometrija«. Geometrija Lobačevskega je tako revolucionarno drugačna od prej uveljavljene geometrije, da ga je pozneje Clifford poimenoval »Kopernik geometrije«.
Ideje Lobačevskega pri sodobnikih niso naletele na ugodne ocene, vseeno pa ni opustil svojih prizadevanj. V letih 1835-38 je objavil še več člankov, potem pa je iz teh člankov sestavil knjigo Nove osnove geometrije s polno teorijo vzporednosti. Leta 1840 je objavil še knjigo Geometrijske raziskave teorije vzporednosti. Njegovo zadnje delo je Pangeometrija (1855) - ko je pripravljal to knjigo je bil že slep in je besedilo narekoval svojim učencem. 
Lobačevski za časa svojega življenja ni bil poznan niti v domovini niti v svetu. Gauss je bil v tem času edini, ki je razumel pomen njegovega pionirskega dela na področju neevklidske geometrije.
Poleg neevklidske geometrije je njegovo drugo najbolj znano delo aproksimacijska metoda za izračunavanje rešitev algebrskih enačb. Ta metoda je v Rusiji znana pod imenom metoda Lobačevskega, na zahodu pa se imenuje Dandelin-Gräffejeva metoda (po matematikih Dandelinu in Gräffeju, ki sta metodo odkrila neodvisno od Lobačevskega).

## Zanimivosti
Kazanska univerza od leta 1897 podeljuje Medaljo Lobačevskega za dela na področju geometrije. Glej: Medalja Lobačevskega Arhivirano 2012-01-18 na Wayback Machine. (v ruščini in angleščini).
Po Lobačevskem se imenuje krater Lobačevski na Luni.